# موری راتبارد
موری نیوتن رتبارد (به انگلیسی: Murray Newton Rothbard) (زاده ۲ مارس ۱۹۲۶ – درگذشته ۷ ژانویه ۱۹۹۵) اقتصاددان، تاریخدان و نظریه‌پرداز سیاسی امریکایی است.
رتبارد از چهره‌های نامدار مکتب اتریشی اقتصاد بود که با طرح گونه‌ای از آنارشیسم بازار آزاد، که خود آن را آنارکو-کاپیتالیسم می‌نامید، بر جنبش لیبرترین آمریکا و اندیشه‌ی معاصر لیبرترین و لیبرالیسم کلاسیک تأثیر بنیادین گذاشت.
رتبارد بیش از بیست کتاب نوشته است و از او به‌عنوان چهره‌ای مهم در جنبش لیبرتارین آمریکا یاد می‌شود.
رتبارد بر اساس مفهوم ترتیب آنی مکتب اتریش، هواداری از اقتصاد آزاد در خلق پول، و محکوم کردن برنامه‌ریزی متمرکز، از حذف کنترل قاهرانه‌ی جامعه و اقتصاد به دست دولت مرکزی دفاع می‌کرد. او نیروی انحصاری دولت را بزرگترین خطر برای آزادی و رفاه بلندمدت مردم می‌دانست و حکومت را «سازمانی متشکل از ابزار سیاسی» و محلی برای غیراخلاقی‌ترین، بی‌پرواترین و خودخواه‌ترین افراد در هر جامعه می‌دانست که در کار چپاول سیستماتیک مردمان آزاد است.
راتبارد نتیجه گرفت که همه خدمات انحصاری ارائه شده توسط دولت‌ها می‌تواند به گونه‌ای بهتر از سوی بخش خصوصی ارائه شود. او بسیاری از مقررات و قوانینی را که ظاهراً برای «منفعت عمومی» وضع شده را قدرت ربایی‌های خودخواهانه توسط بوروکراتهای دولتی توطئه‌گر می‌دید که خود را به طرز نامحدودی بزرگ می‌کنند، به گونه‌ای که گویی تابع مکانیسم قیمت نیستند. راتبارد می‌گفت ناکارآمدی‌هایی در خدمات دولتی وجود دارد و اظهار می‌کرد که اگر خدمات بر اساس رقابت در بخش خصوصی ارائه شود، مکانیسم قیمت می‌تواند آن‌ها را حذف کند.
راتبارد به همین اندازه شرکت‌گرایی دولتی را محکوم کرد و بسیاری از مواردی را نقد می‌کرد که در آن‌ها نخبگان کسب و کار با قدرت انحصاری دولت برای تأثیرگذاری بر قدرت و سیاست تنظیمی به نحوی که در برابر رقبایشان به ایشان نفع برساند، همکاری می‌کردند.
او استدلال می‌کرد که مالیات‌گیری نمادی از دزدی اجباری در مقیاس بزرگ، و «انحصار زوری» برای ممنوع کردن خرید داوطلبانه خدمات کارامدتر دفاعی و قضایی از تأمین کنندگان رقیب است.
او بانکداری مرکزی و بانکداری ذخیره کسری تحت نظام پول فیات را شکلی از اختلاس قانونی شده مورد حمایت دولت می‌داند و معتقد است که این نظام پولی با اصول و اخلاقیات لیبرترین در تضاد است.
رتبارد با دخالتگرایی نظامی، سیاسی و اقتصادی در امور دیگر کشورها مخالف بود.

## زندگی شخصی
موری ررتبارد از دیوید و ری راتبارد به دنیا آمد. والدین او یهودیانی بودند که از لهستان و روسیه به ایالات متحده مهاجرت کرده بودند. پدرش شیمی‌دانی مهاجر یهودی از لهستان و مادرش مهاجری یهودی روس بود.
پس از ورود به دانشگاه کلمبیا، لیسانس خود را در رشته ریاضیات و اقتصاد در ۱۹۴۵ و فوق‌لیسانس را در ۱۹۴۶ دریافت کرد. دکترای اقتصاد خود را در ۱۹۵۶ زیر نظر جوزف دورفمن در ۱۹۵۶ دریافت کرد.
راتبارد، افزون بر فلسفه، تاریخ و اقتصاد و برخی موضوعات دیگر، شطرنج، معماری کلیسایی سبک باروک آلمان و جازهای نخستین را بسیار دوست می‌داشت. او مخالف و منتقد تباهیدن جاز و آوازهای مردم‌پسند و تبدیل آن به موسیقی راک و بیباپ بود.
راتبارد به قانونی باور داشت که مطابق آن مردم گرایش دارند که در آنچه بدترین در آنند، تخصص یابند. مثلاً هنری جرج در همه‌کاری بسیار خوب بود به جز زمین، اما در ۹۰٪ اوقات به نگارش دربارهٔ زمین می‌پرداخت. فریدمن در همه‌کاری بسیار خوب بود به جز پول، اما تمرکزش بر پول بود!
در ۱۹۵۳ و در شهر نیویورک او با جواَن شوماخر (به انگلیسی: JoAnn Schumacher) ازدواج کرد، کسی که راتبارد، او را چهارچوب اصلی زندگی و کارش قلم‌داد می‌کرد.
سرانجام راتبارد در ۱۹۹۵ در منهتن بر اثر حمله قلبی درگذشت. مرثیه‌نامه نیویورک تایمز راتبارد را چنین معرفی کرد: «اقتصاددان و فیلسوفی اجتماعی که پرحرارت به دفاع از آزادی فردی در برابر مداخلات دولت می‌پرداخت.»

## نوشته‌های راتبارد
راتبارد از منتقدین سرسخت اندیشه اقتصادی کینزی و نظریه فایده‌گرایی جرمی بنتام فیلسوف بود. در عوض روش خودش مبتنی بر این نگاه بود که نظریه اقتصادی اتریشی اثبات درستی پیامد عملی این واقعیت است که انسان‌ها در عمل هدفمند مشغول می‌شوند. راتبارد با توجه به نظرهای بازار آزادیش، استدلال کرد که حتی دفاع ملی و حفاظت از افراد باید در بازاری رقابتی و بدون انحصار اجباری دولت عرضه شود.
راتبارد در انسان، اقتصاد و حکومت انواع مختلف مداخله حکومت را به سه رده تقسیم می‌کند: «مداخله توهمی»، که مداخله در فعالیت‌های غیر مبادله‌ای خصوصی؛ «مداخله دودویی»، که مبادلهٔ بین افراد و حکومت به زور است؛ و «مداخله مثلثی»، که مبادلهٔ بین افراد به اجبار دولت است. بنا به سنفرد آیکیدا، نوع‌شناسی راتبارد «شکاف‌ها و ناسازگاری‌هایی را که در فرمولبندی اصلی میزس به نظر می‌رسید را حذف می‌کند.»
راتبارد در قدرت و بازار می‌نویسد که نقش اقتصاددان در بازار آزاد محدود است ولی نقش و قدرت اقتصاددان در دولتی که به‌طور پیوسته در اقتصاد دخالت می‌کند گسترش می‌یابد، زیرا مداخله مشکلاتی را به راه می‌اندازد که نیاز به بررسی و توصیه سیاست‌های بیشتر دارد. راتبارد استدلال می‌کند که این منفعت شخصی ساده باعث می‌شود بسیاری از اقتصاددانان نسبت به مداخلهٔ فزایندهٔ دولت تعصب داشته باشند.
راتبارد به قانونی باور داشت که مطابق آن مردم گرایش دارند که در آنچه بدترین در آنند، تخصص یابند. مثلاً هنری جرج در همه‌کاری بسیار خوب بود به جز زمین، اما در ۹۰٪ اوقات به نگارش دربارهٔ زمین می‌پرداخت. فریدمن در همه‌کاری بسیار خوب بود به جز پول، اما تمرکزش بر پول بود!

## دیدگاه‌های اخلاقی و سیاسی

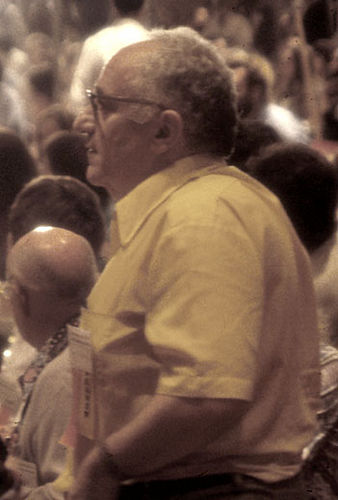
راتبارد در کنوانسیون ۱۹۸۳ ریاست لیبرترین در نیویورک سیتی

راتبارد در اواخر دههٔ ۱۹۴۰ پرسید در اقتصاد لسه فر، چرا حفاظت پلیس خصوصی نتواند جای خدمات حفاظتی دولت را بگیرد و در ۱۹۴۹ به این نتیجه رسید که این شدنی است. او تحت تأثیر آنارشیست‌های فردگرای آمریکایی قرن نوزدهم نظیر لیسندر اسپونر و بنجامین تاکر و اقتصاددان بلژیکی گوستاو دو مولیناری بود که در این باره می‌نوشتند که یک سیستم چگونه می‌تواند کار کند. در نتیجه او «اقتصاد لسه فر میزس را با نظرات مطلق گرایانه در خصوص حقوق بشر و نفی حکومت» از آنارشیست‌های فردگرا ترکیب کرد.
راتبارد در خصوص مسئلهٔ اخلاق، از میزس جدا شد، چون میزس ترجیح می‌داد از مباحث اخلاقی پرهیز کند و نشان دهد که قوانین اقتصادی مداخله‌گرا از دستیابی به اهداف‌شان بازمانده‌اند. راتبارد معتقد بود که قوانین مداخله‌گرا در واقع به برخی از جمله حتی افرادی که ممکن است مخرب باشند منفعت می‌رسانند، و نتیجتاً بنیانی اخلاقی برای بازار آزاد ضروری است. اصل او «خود مالکیتی» بود. او با اعمال این اصل به قانون قرارداد، نوشت که این اخلاقی نیست که مردم با قرارداد خود را به بردگی بکشند. دیدگاه‌های اخلاقی راتبارد، همچنین تحت تأثیر لیبرالیسم کلاسیک و امپریالیسم ستیزی راست قدیم قرار داشت.
راتبارد در ۱۹۵۴، در کنار چندین دانشجوی دیگر لودویگ فن میزس، چون جورج ریسمن و رالف ریکو، در ارتباط با آین رند بنیان‌گذار آبجکتیویسم قرار گرفتند. او به زودی از رند جدا شد، و بین دیگر چیزها، نوشت که نظرات او آن طور که اعلام می‌کرد اصیل نبود ولی به ارسطو، تامس آکویناس و هربرت اسپنسر شباهت داشت. راتبارد در ۱۹۵۸ پس از انتشار رمان اطلس شورید از رند، راتبارد نامه‌ای به او نوشت و کتابش را «گنج‌خانه‌ای بی‌پایان،» و «نه تنها بهترین رمانی که نوشته شده، بلکه یکی از بهترین کتاب‌های داستانی یا غیرداستانی که نوشته شده،» خواند. او همچنین نوشت که «شما زمینهٔ حقوق طبیعی و فلسفهٔ حقوق طبیعی را به من معرفی کردید،» که او را برانگیخت «سنت افتخارآمیز حقوق طبیعی» را بیاموزد. رتبارد چند ماه دیگر هم دوباره به حلقهٔ او پیوست، ولی به زودی به دلیل تفاوت‌های متعدد با رند از جمله دفاع راتبارد از آنارشیسم از او جدا شد. بعدها، راتبارد حلقهٔ رند را در نمایشنامهٔ موتسارت یک سرخ بود و نوشته «جامعه‌شناسی فرقهٔ این رند» هجو کرد.
او در سال‌های بعد دیدگاه‌های اخلاقی و سیاسیش را به‌طور کامل توسعه داد. شلدن ریکمن او را «نظریه‌پرداز پیشروی لیبرترینسم لاکی رادیکال که با اقتصاد اتریشی آمیخته، که نشان می‌دهد که بازارهای آزاد کامیابی گسترده، همکاری اجتماعی و هماهنگی اقتصادی ایجاد می‌کنند بدون انحصار، رکود یا تورم‌های شدید که ریشه‌شان را می‌توان در مداخله دولت دید» توصیف می‌کند. او این‌ها را به دیدگاه‌های مدرن‌تر مربوط می‌کرد و نوشت: «در بدنه اندیشه شناخته شده به نام 'اقتصاد اتریشی'، توضیحی علمی برای کار کردن بازار آزاد (و نتایج مداخله دولت در آن بازار) وجود دارد که آنارشیست‌های فردگرا می‌توانند به آسانی از آن در ولتانشاوئونگ سیاسی و اجتماعیشان بهره ببرند.»
راتبارد با آنچه بیش از حد تخصصی‌سازی دانشگاه‌ها می‌دانست مخالف بود و خواستار آمیختن حوزه‌های اقتصاد، تاریخ، اخلاق و علوم سیاسی به منظور ایجاد یک «علم آزادی» بود. راتبارد پایه اخلاقی جایگاه آنارکو-کاپیتال خود را در دو تا از کتاب‌هایش توصیف کرد: برای یک آزادی جدید، منتشر شده در ۱۹۷۳، و اخلاق آزادی، منتشر شده در ۱۹۸۲. راتبارد در قدرت و بازار (۱۹۷۰)، توصیف می‌کند که یک اقتصاد غیرحکومتی چگونه می‌تواند کار کند.

### ضدیت با مساوات خواهی
راتبارد در ۱۹۶۳، نوشت «انقلاب سیاهان بعضی عناصری دارد که باید مطلوب یک لیبرترین باشد، با بقیه آن باید مخالف باشد. نتیجتاً لیبرترین با جداسازی اجباری و خشونت پلیسی و در عین حال با ادغام اجباری و مهملاتی نظیر سهمیهٔ شغلی اجباری قومی مخالفت می‌کند.» بنا بر گفتهٔ زندگی‌نامه‌نویس راتبارد، جاستین ریموندو، او مالکوم ایکس را یک «رهبر بزرگ سیاه» می‌دانست و معتقد بود مارتین لوتر کینگ به این دلیل محبوب سفیدهاست که «نیروی اصلی مهارکنندهٔ انقلاب کاکاسیاه‌ها» بود. راتبارد استفادهٔ لیندون جانسون از نیروی نظامی برای سرکوب آشوب‌های شهری در ۱۹۶۸ پس از ترور کینگ را با استفادهٔ او از نیروهای آمریکایی در جنگ ویتنام مقایسه می‌کند.
او در کتاب ۱۹۷۴ خود مساوات خواهی بمثابه قیام علیه طبیعت و دیگر انشاها بیان کرد، «برابری در نظم طبیعی چیزها نیست، و نبرد برای برابر ساختن همگان در هر جنبه (جز در برابر قانون) مسلماً تبعات فاجعه‌باری در برخواهد داشت.» راتبارد در آن نوشت، «در قلب چپ مساوات خواه این باور بیمارگونه وجود دارد که واقعیت هیچ ساختاری ندارد؛ این که دنیا یک لوح سفید است که می‌توان آن را در هر لحظه تنها با اعمال ارادهٔ انسانی به هر سوی دلخواهی تغییر داد.» راتبارد همچنین بیان کرد که حکومت محوران پژوهش دانشگاهی در خصوص نژاد را سرکوب کردند تا هدفشان مبنی بر استفاده از حکومت برای اعمال اهداف مساوات خواهانه را جامعه عمل بپوشانند.

### عدم مداخله
راتبارد همچون رندالف بورن معتقد بود که «جنگ مایه بقای حکومت است.» به گفته دیوید گوردون، این دلیل مخالفت راتبارد با سیاست خارجی تهاجمی بوده‌است.
راتبارد معتقد بود که جنگ‌های جدید لازم نیست و اطلاع از این که دولت چگونه شهروندان را درگیر جنگ‌های پیش تر کرد، حائز اهمیت است. دو نوشته بر پایه این نظرات نوشته شد «جنگ، صلح و حکومت» و «آناتومی حکومت.» راتبارد از دید ویلفردو پرتو، گایتانو مسکا و رابرت میچلز برای ساختن مدلی از کارکنان، اهداف و ایدئولوژی حکومت بهره برد. در نوشته‌ای به مناسبت مرگ دوست تجدیدنظر طلب تاریخی اش هری المر بارنز، راتبارد نوشت:
ورود ما به جنگ جهانی دوم اقدامی حیاتی در قالب کردن یک نظامی گری دائمی بر اقتصاد و جامعه، در حاکم کردن یک حکومت همواره پادگانی، یک مجتمع خودسر نظامی-صنعتی، یک سیستم سربازگیری دائمی بر کشور بود. این اقدامی حیاتی در خلق اقتصادی مخلوط بود که دولت بزرگ، نظامی از سرمایه‌داری در انحصار حکومت، حکومت مرکزی با همکاری کسب و کار بزرگ و وحدت گرایی بزرگ آن را اداره می‌کند.

## زندگی حرفه‌ای
در اوایل دهه ۱۹۵۰، در سمینارهایی که اقتصاددان اتریشی لودویگ فن میزس در دانشگاه نیویورک ترتیب داده بود، شرکت کرد و زیر نظر او به مطالعه پرداخت و به شدت تحت تأثیر کتاب کنش انسانی او قرار گرفت. او توجه گروه اصلی حامیان پژوهش‌گران لیبرال کلاسیک در دهه ۱۹۵۰ و اوایل ۱۹۶۰ را به خود جلب کرد. راتبارد نگارش کتابی درسی را آغاز کرد تا کنش انسانی را به‌شیوه‌ای مناسب برای دانش‌جویان سال‌های نخست دانشگاه توضیح دهد؛ نمونه فصلی که او دربارهٔ پول و اعتبار نگاشت، تأیید میزس را در پی داشت. هم‌چنان‌که راتبارد به این کار می‌پرداخت، پروژه‌اش را دگرگون کرد. دست‌آورد این کوشش، انسان، اقتصاد، و حکومت، کتابی شد که از متون اصلی اقتصاد اتریشی است. از ۱۹۶۳ تا ۱۹۸۵، او در انستیتو پلی‌تکنیک بروکلین تدریس کرد که بعدتر بخشی از دانشگاه نیویورک در بروکلین نیویورک شد. از ۱۹۸۶ تا زمان مرگش او استاد برجسته دانشگاه نوادا در لاس وگاس بود. راتبارد مرکز مطالعات لیبرتارین را در ۱۹۷۶ و مجله مطالعات لیبرتارین (به انگلیسی: Journal of Libertarian Studies)را در ۱۹۷۷ تأسیس کرد. او در بنیان‌گذاری مؤسسه لودویگ فن میزس همکاری کرد و بعدها معاون آکادمیک آن شد. در ۱۹۸۷ او آغاز به تهیه مجله پژوهشی مروری بر اقتصاد اتریشی (به انگلیسی: Review of Austrian Economics) کرد که هم‌اکنون فصل‌نامه اقتصاد اتریشی (به انگلیسی: Quarterly Journal of Austrian Economics) خوانده می‌شود.

## در مکتب اتریش
مکتب اتریش در تلاش است تا اصول موضوع کنش انسان را (که در سنت اقتصاد اتریشی پراکسیولوژی (کنش‌شناسی) خوانده می‌شود) کشف کند. از اقتصاد بازار آزاد حمایت می‌کند و منتقد اقتصاد دستوری است. مبلغان اثرگذار آن اویگن فن باوم-باورک، فردریش هایک و لودویگ فن میزس هستند. راتبارد مدعی است که کل تئوری اقتصاد اتریشی محصول فکر بر نتایج منطقی این واقعیت است که آدمی درگیر کنش هدفمند می‌شود. در تأمل بر این اصول موضوع بود که او معتقد شد که قیمت انحصاری در بازار آزاد به وجود نمی‌آید، او هم‌چنین بخش زیادی از دیدگاه انتظارات عقلایی را در اقتصاد پیشاپیش مطرح کرد.
راتبارد، مطابق با دیدگاهش از بازار آزاد، استدلال می‌کند که به جای عرضه از راه انحصار اجباری دولت، حفاظت شخصی و دفاع ملی نیز می‌بایستی به بازار محول شود. راتبارد منتقد سرسخت اقتصاد کینزی و تئوری فایده‌گرایی جرمی بنتام است.
راتبارد در انسان، اقتصاد و دولت، انواع مداخلات دولت را در سه دسته جای می‌دهد: «مداخلات یک‌سویه» که دخالت در اعمال شخصی افراد بدون مبادله و عوض است؛ «مداخلات دوسویه» که مبادلاتی بین افراد و دولت برقرار می‌کند؛ و «مداخلات سه‌جانبه» که مبادلات تحت کنترل دولت است میان افراد. سنفورد ایکدا می‌گوید که تیپولوژی روتباد «شکاف‌ها و ناسازگاری‌هایی که در صورت‌بندی میزس ظاهر می‌شود را از بین می‌برد.»
راتبارد در تاریخ و فلسفه سیاسی نیز صاحب دانش بود. کتاب‌های او، هم‌چون انسان، اقتصاد، و حکومت، قدرت و بازار، اخلاق آزادی، برای آزادی تازه، از سوی برخی، کارهایی کلاسیکی در حقوق طبیعی و اندیشه‌های لیبرتارین قلم‌داد می‌شوند که چشم‌اندازی از بازار آزاد، آنارشیسم ضد دولتی و فلسفه حقوق طبیعی لیبرتارین را در تجزیه و تحلیل رده‌ای از موضوعات اقتصادی (و هم‌زمان) اجتماعی ترکیب می‌کنند. به سبب مطالعه مکاتب اقتصادی بازار آزاد پیش از آدام اسمیت او دانش وسیعی نیز در تاریخ اندیشه‌های اقتصادی داشت و در کار چند جلدی ناتمامش، تاریخ اندیشه‌های اقتصادی از دیدگاه اتریشی، دربارهٔ آن به بحث می‌نشیند.
در قدرت و بازار، راتبارد می‌نویسد که نقش اقتصاددان در بازار آزاد محدود است، اما در حکومتی که مدام در بازار دخالت می‌کند، نقش و قدرت اقتصاددان، هم‌چنان‌که مداخلات در مسائلی را هدف می‌گیرد که نیازمند تشخیص و توصیه‌های سیاست‌گذاری بیشتر است، فزونی می‌یابد و گسترده‌تر می‌شود. راتبارد چنین استدلال می‌کند که این نفع شخصی در پیش‌داوری بسیاری از اقتصاددانان و تغییر دیدگاه‌شان به تمایل به افزایش مداخلات دولت‌ها نقش دارد.

## آثار
- انسان، اقتصاد، و حکومت (۱۹۶۲)
- وحشت ۱۸۱۹ (۱۹۶۲)
- رکود بزرگ آمریکا (۱۹۶۳)
- حکومت با پول ما چه کرده است؟ (۱۹۶۳)
- قدرت و بازار (۱۹۷۰)
- برای یک آزادی جدید (۱۹۷۳)
- برابری‌طلبی به عنوان یک شورش علیه طبیعت و مقاله‌های دیگر (۱۹۷۴)
- در آزادی تصور شد (۱۹۷۵–۷۹)
- اخلاق آزادی (۱۹۸۲)
- رمز و راز بانکداری (۱۹۸۳)
- پرونده‌ای علیه فدرال رزرو (۱۹۹۴)
- دیدگاه مکتب اتریشی درباره تاریخ اندیشه اقتصادی (۱۹۹۵)
- تاریخ پول و بانکداری در ایالات متحده (۲۰۰۲)
- انجمن لیبرترین (۲۰۰۶)
- چپ و راست: مجله اندیشه لیبرترین (۲۰۰۷)
- خیانت به راست آمریکا (۲۰۰۷)

مقالات
- “His Only Crime Was Against the Old Guard: Milken: In the best tradition of free enterprise, he made money by serving the public.”. لس آنجلس تایمز, March 3, 1992.
- “Saint Hillary and the Religious Left”. December 1994.
- “The Other Side of the Coin: Free Banking in Chile”. Austrian Economics Newsletter, Vol. 10, No. 2.

مشارکت در کتب
- “Introduction”. Capital, Interest, and Rent: Essays in the Theory of Distribution, by Frank A. Fetter. Kansas City: Sheed Andrews and McMeel, 1977.
- “Foreword”. The Theory of Money and Credit, by لودویگ فن میزس. Liberty Fund edition, 1981. Full text available.

تک نگاری‌ها
- Wall Street, Banks, and American Foreign Policy. World Market Perspective, 1984.
  - Center for Libertarian Studies, 1995.
  - مؤسسه میزس, 2005; 2nd 2011.
    - Full text and a Spanish translation are available.